# Cai Wenji
Cai Yan (nota con il suo nome di cortesia Wenji; 178 circa – dopo il 206) è stata una compositrice, poetessa e scrittrice cinese vissuta durante la tarda dinastia Han.
Figlia di Cai Yong, il suo nome di cortesia era inizialmente Zhaoji, ma fu cambiato in Wenji durante la dinastia Jin per evitare di utilizzare un nome cinese proibito, in quanto il carattere cinese zhao coincideva con quello di Sima Zhao, il padre dell'imperatore Sima Yan. Trascorse parte della sua vita come prigioniera degli Xiongnu fino al 207, quando il signore della guerra Cao Cao, che controllava il governo centrale Han, pagò un'ingente somma per riportarla nel suo territorio.

## Biografia
Cai Wenji era figlia di Cai Yong, un noto studioso della dinastia Han proveniente dalla contea di Yu (圉縣). Sposò Wei Zhongdao (衛仲道) nel 192, il quale morì poco dopo il loro matrimonio lasciandola senza prole. Tra il 194 e il 195, durante un periodo di instabilità in Cina, i nomadi Xiongnu si intromisero nel territorio Han, catturarono Cai e la portarono come prigioniera nelle terre del nord. Durante la sua prigionia sposò il capo degli Xiongnu e gli diede due figli. 12 anni dopo il Gran Cancelliere Cao Cao pagò un ingente riscatto a nome del padre di Cai per il suo rilascio. La donna tornò in patria lasciando però i suoi figli nel territorio di Xiongnu. La ragione del riscatto era dovuta al fatto che Cai Wenji era l'unico membro sopravvissuto del suo clan per far sì che placasse gli spiriti dei suoi antenati.
In seguito sposò Dong Si (董祀), un funzionario del governo locale della sua città natale che in seguito si sarebbe macchiato di un crimine capitale. Cai infatti avrebbe supplicato ed ottenuto da Cao Cao l'assoluzione di suo marito.

## Poesia
Come suo padre, Cai Wenji fu una calligrafa affermata. Le sue poesie sono caratterizzate da un tono doloroso dovuto alle sue esperienze di vita. La nota lirica per guqin Diciotto canti di un flauto nomade è tradizionalmente attribuita a lei, sebbene la paternità sia una questione perenne per il dibattito accademico. Le sia attribuiscono inoltre altre due poesie, entrambe intitolate Poema del dolore e della rabbia (悲憤詩).
Oltre alle sue poesie a noi giunte, si segnala l'esistenza di un volume di opere collettive sopravvissuto fino alla dinastia Sui ma andato perduto durante la dinastia Tang. Inoltre ereditò circa 4.000 volumi di libri antichi dalla vasta collezione di suo padre, i quali furono distrutti durante la guerra. Su richiesta di Cao Cao, Cai ne recitò 400 a memoria e li trascrisse su carta.

## Cai Wenji nelle arti
Cai Wenji appare brevemente nel capitolo 71 de Il romanzo dei Tre Regni, un'opera del XIV secolo che romanticizza eventi precedenti e contemporanei al periodo dei Tre Regni della Cina. Le sue storie risuonano principalmente con sentimenti di dolore e hanno ispirato gli artisti successivi a continuare a ritrarre il suo vissuto. Il suo ritorno nel territorio Han (文姬歸漢圖) è un soggetto artistico divenuto ricorrente a partire dalla dinastia Tang.
Guō Mòruò scrisse un'opera teatrale sulla vita di Cai Wenji nel 1959. Inoltre le sono stati intitolati un cratere su Mercurio e uno su Venere.